# La Croix dans la contrée sauvage
La Croix dans la contrée sauvage – ou encore La Croix dans la solitude, de l'anglais The Cross in the Wilderness – est un tableau réalisé en 1845 par le peintre américain Thomas Cole. De format carré, cette huile sur toile est un paysage qui représente une croix blanche dans un environnement naturel où est assis un Amérindien et que l'on aperçoit par un œil-de-bœuf perçant un mur en trompe-l'œil, au premier plan de cette composition centrée sur le soleil. S'apparentant dès lors à un tondo, l'œuvre s'inspire d'un apologue de la poétesse anglaise Felicia Hemans. Achetée auprès d'un antiquaire en 1975, elle est conservée au musée du Louvre, à Paris, en France.